# San Cristóbal de la Vega
San Cristóbal de la Vega es un municipio y localidad española de la provincia de Segovia, en la comunidad autónoma de Castilla y León. Se encuentra en la Campiña segoviana. Cuenta con una población de 83 habitantes (INE 2024).

## Geografía

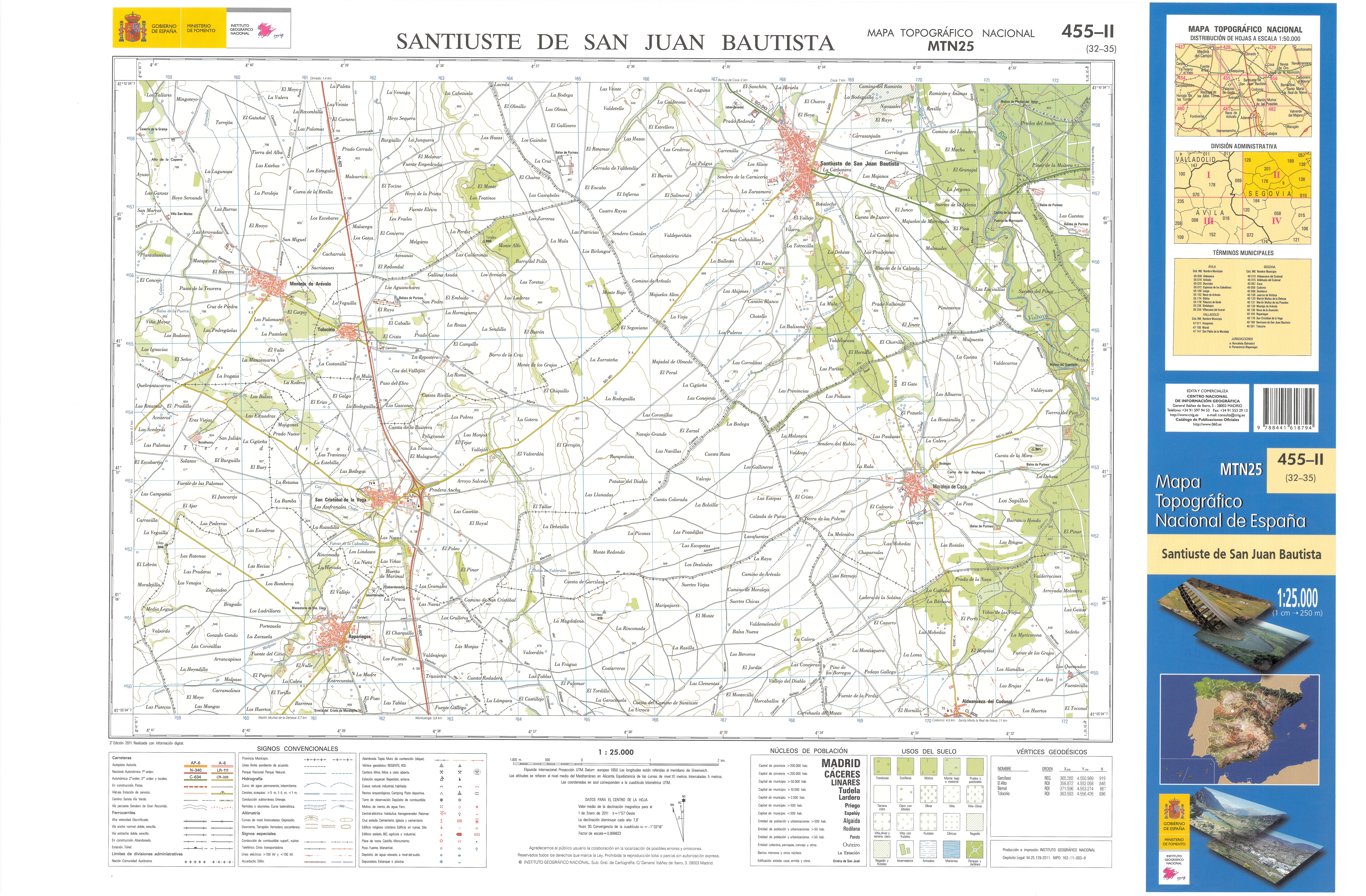
Fragmento de la hoja 455 del Mapa Topográfico Nacional de España de 2011 en el que se representa San Cristóbal de la Vega

Se sitúa al oeste en la provincia de Segovia, a 44 km de Segovia y a 8 km de Arévalo (Ávila), en la comarca de la Campiña Segoviana, a 865 m sobre el nivel del mar, en una extensa llanura de campos de cereal. Limita con los municipios de Tolocirio, Santiuste de San Juan Bautista, Rapariegos, Codorniz, Donhierro y Montejo de Arévalo, todos de la provincia de Segovia. Pertenece a la Comunidad de Villa y Tierra de Arévalo.
| Noroeste: Montejo de Arévalo | Norte: Tolocirio          | Noreste: Santiuste de San Juan Bautista    |
| Oeste: Donhierro             |                           | Este: enclave de Valverdón (Rapariegos)    |
| Suroeste: Rapariegos         | Sur: Rapariegos, Codorniz | Sureste: enclave de Valverdón (Rapariegos) |

## Historia
San Cristóbal de la Vega perteneció al tercio y sexmo de la Vega (Comunidad de Villa y Tierra de Arévalo), donde se reunía el sexmo. En la documentación medieval figura con el nombre de Sant Christoual.
La villa fue parada obligada de arrieros y trajinantes dada su estratégica situación en las antiguas rutas de carretería.
Después de 1833 quedó encuadrado en la provincia de Segovia. Su enclave privilegiado le hizo ser ser considerado un importante centro de comunicaciones entre el norte y el sur de España.

### Diccionario de Pascual Madoz
Lugar con ayuntamiento de la provincia adm. de rent. de Segovia (9 leguas), partido judicial de Santa Maria de leva (4), audiencia territorial y ciudad g. de Madrid (23), diócesis de Avila (9) SIT. en una pequeña elevación, Je combaten lodos los vientos y su CLIMA es propenso á liebres intermitentes tiene 60 CASAS pequeñas la mayor parte, y de un solo piso, las que se hallan distribuidas en 4 calles y varias callejuelas todas muy llanas y sin empedrar, por lo que se llenan de lodo en el invierno; hay una plaza de figura cuadrada; casa de ayuntamiento que sirve también de cárcel, escuela de instrucción primaria común á ambos sexos á la que concurren sobre 40 niños y 15 á 20 niñas que se hallan bajo la dirección de un maestro dotado con 220 reales y 40 fanegas de trigo, pagados los 220 reales de los fondos municipales y el trigo por los padres de los niños; dos fuentes de buenas y abundantes aguas, con dos caños cada una, y un pilón para abrevadero de los ganados, dos paradores regulares y una iglesia parroquial (San Cristóbal Mártir) servida por un párroco, cuyo curato es de entrada de presentación de S. M. en los meses apostólicos y del ob. en los ordinarios. El edificio situado en un alto al O. del pueblo, es sólido y de regular capacidad; tiene los ornamentos y alhajas de plata indispensable para su servicio, las demás que existían, fueron estraidos en la guerra de la Independencia el cementerio no distante de la iglesia está bien ventilado y en nada perjudica á la salud pública el término se estiende 1/2 leguas de N. á S., y 3/4 de E. á O., y confina N. Tolocirio ; E. Santiuste de San Juan Bautista; S. Rapariegos, y O. cas. de Botalhorno se encuentra en él y sobre la carretera, un portazgo perteneciente á la hacienda nacional y le atraviesan 2 arroyos, el uno llamado de Balverdon que tiene origen en el término de Codorniz y desemboca por Tolocirio y Montejo en el r. Adaja, y el otro que nace en este término y desagua por Don Yerro, en el mismo r. Adaja; á este último le cruzan 2 puentes, uno en el camino que vá de este pueblo á Rapariegos y el otro en el que dirige á la orilla de Arévalo. El TERRENO en su mayor parte es llano y se cultivan 400 obradas de primera calidad ; 600 de segunda y 1,000 de tercera hay un chaparral como de 70 obradas; 400 de baldíos para leñas; 2 huertas que producen muchas y regulares verduras y algo de viñedo, CAMINOS los que dirigen á los pueblos limítrofes y la carretera de Madrid á Valladolid, todos en mediano estado. CORREOS se reciben de Arévalo por balijero, que paga el pueblo, los lunes, jueves y sábados, y salen los mismos dias; lasan diariamente 2 diligencias, PRODUCCIÓN PRINCIPAL: t r i g o, cebada, garbanzos, algarrobas, avena, yeros, centeno, patatas y muelas ; su mayor cosecha, trigo y cebada mantiene ganado lanar, vacuno, mular, caballar, asnal y de cerda; cría caza de liebres y perdices, INDUSTRIA Y COMERCIO la agrícola, y 2 tiendas de corto valor para el consumo del pueblo, POBLACIÓN 60 v e c., 25i almas CAP. IMP. 48,827. CONTRIBUCIONES 13,508 reales YA PRESUPUESTO MUNICIPAL asciende á 3,804 reales que se cubren por reparto vecinal.

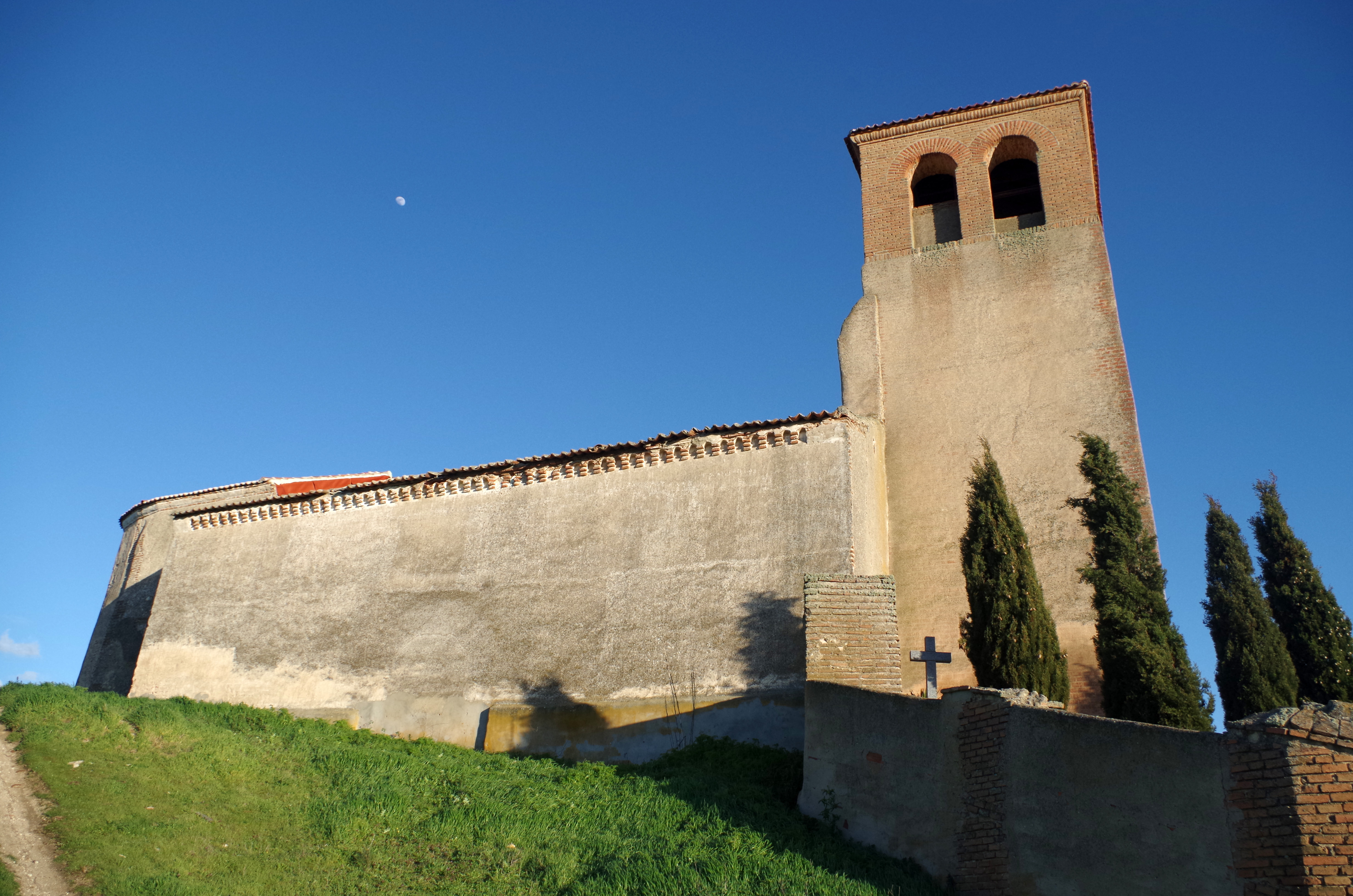
Iglesia parroquial de San Cristóbal Mártir

## Demografía
Cuenta con una población de 83 habitantes (INE 2024).
| Gráfica de evolución demográfica de San Cristóbal de la Vega entre 1842 y 2021                                        |
| |
| Población de derecho según los censos de población del INE. Población de hecho según los censos de población del INE. |

## Administración y política

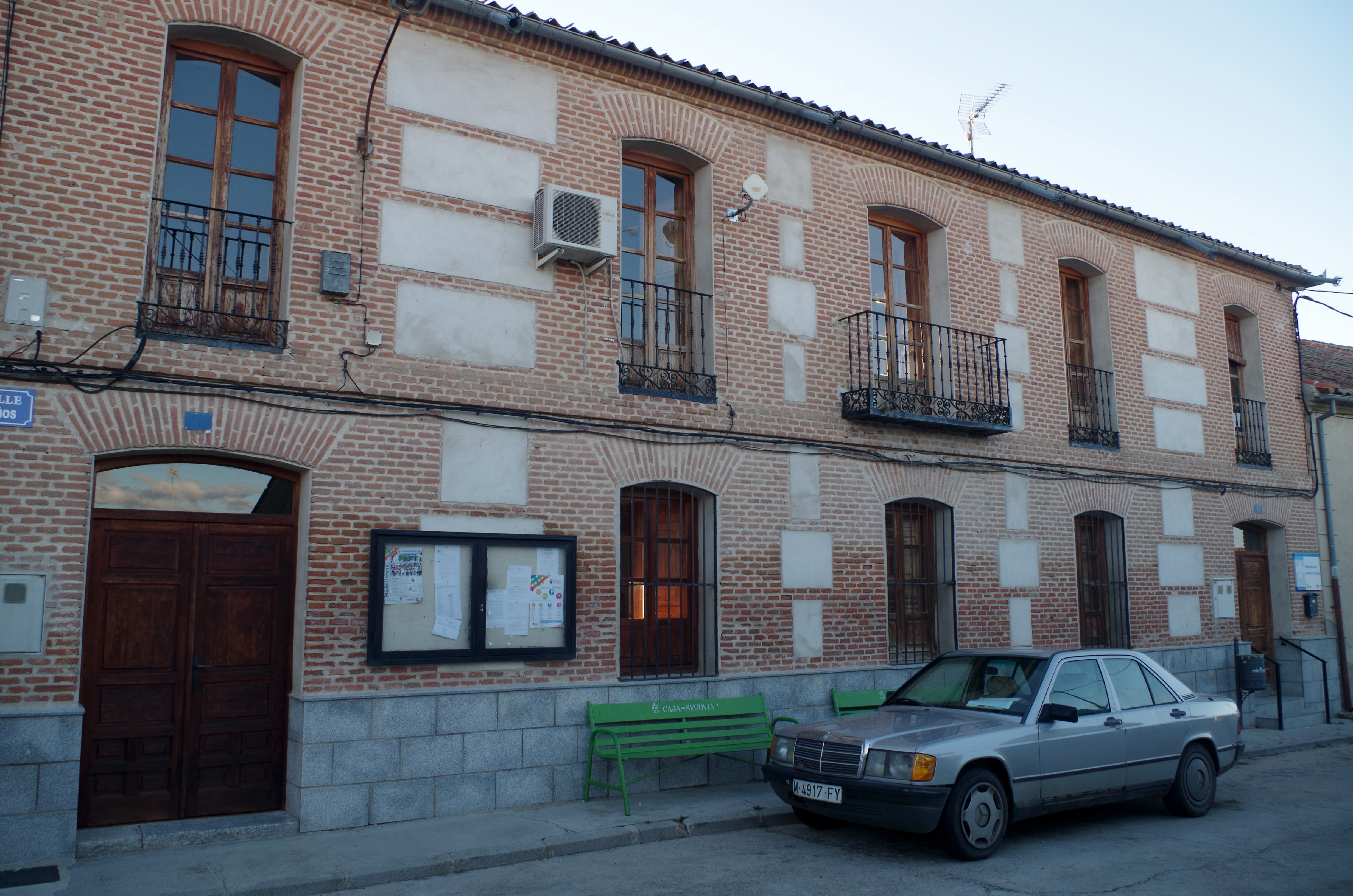
Casa consistorial

| Periodo   | Nombre                       | Partido   |
| --------- | ---------------------------- | --------- |
| 1979-1983 | Ramón Manuel Callejo Escobar | UCD       |
| 1983-1987 | Ramón Manuel Callejo Escobar | AP-PDP-UL |
| 1987-1991 | Andrés López Minguela        | AP        |
| 1991-1995 | Andrés López Minguela        | PP        |
| 1995-1999 | Andrés López Minguela        | PP        |
| 1999-2003 | Andrés López Minguela        | PP        |
| 2003-2007 | Joaquín Yagüe León           | PP        |
| 2007-2011 | Emiliana Rogero Bartolomé    | PP        |
| 2011-2015 | Emiliana Rogero Bartolomé    | PP        |
| 2015-2019 | José Antonio Sáez García     | PP        |
| 2019-2023 | José Antonio Sáez García     | PP        |
| 2023-act. | José Antonio Sáez García     | PP        |

## Cultura

### Patrimonio
- Iglesia parroquial de San Cristóbal Mártir;
- Pila bautismal de la iglesia, de granito que da el apodo de pilatos a los nativos
- Antigua fragua rehabilitada;
- Antiguas bodegas;

### Fiestas
- El 15 de mayo, San Isidro Labrador;
- El 31 de mayo, Santa Petronila, con hoguera y luminaria el día de la víspera, para quemar lo malo, se aprovechaba para quemar las basuras del corral;
- El 25 de julio San Cristóbal y Santiago Apóstol, antes se celebraba el 10 de julio.[3]
- Las mujeres del municipio, agrupadas en una cofradía, también celebran Santa Águeda; el 5 de febrero y otro día hacen una misa por las cofrades difuntas.[2]

### Leyendas
- Leyenda Dorada, sobre el santo San Cristóbal.[5]